# Anomalon ocellatum
Anomalon ocellatum är en stekelart som beskrevs av Dasch 1984. Anomalon ocellatum ingår i släktet Anomalon och familjen brokparasitsteklar. Inga underarter finns listade i Catalogue of Life.